# Alford (Lincolnshire)
Alford è un paese di 2 700 abitanti della contea del Lincolnshire, in Inghilterra.